# Pęzino (gromada)
Pęzino – dawna gromada (najmniejsza jednostka podziału terytorialnego Polskiej Rzeczypospolitej Ludowej w latach 1954–72) z siedzibą GRN w Pęzinie.
Gromady, w których gromadzkie rady narodowe (GRN) były organami władzy najniższego stopnia na wsi, funkcjonowały od reformy reorganizującej administrację wiejską przeprowadzonej jesienią 1954 do momentu ich zniesienia z dniem 1 stycznia 1973, tym samym wypierając organizację gminną w latach 1954–1972.
Gromadę Pęzino z siedzibą GRN w Pęzinie utworzono w powiecie stargardzkim w woj. szczecińskim na mocy uchwały nr V/50/54 WRN w Szczecinie z dnia 5 października 1954 (ogółem gromad na obszarze Polski zostało utworzonych 8759). W skład jednostki weszły obszary dotychczasowych gromad Pęzino i Trzebiatów ze zniesionej gminy Pęzino w tymże powiecie. Ustalono, że w gromadzie będzie 12 członków gromadzkiej rady narodowej.
1 stycznia 1962 z gromady Pęzino wyłączono miejscowość Ulikowo, włączając ją do znoszonej gromady Święte w tymże powiecie; do gromady Pęzino włączono natomiast miejscowości Luboń, Grybno, Golinka, Brudzewice, Golina i Barzkowice ze zniesionej gromady Brudzewice oraz miejscowości Trawno, Krąpiel, Przerąb, Sułkowo i Bębnikąt ze zniesionej gromady Święte w tymże powiecie.
Gromada istniała do końca 1972 roku, czyli do kolejnej reformy gminnej. 1 stycznia 1973 w powiecie stargardzkim reaktywowano gminę Pęzino  (zniesioną ponownie 2 lipca 1976).